# 新疆交通职业技术大学
43°56′26″N 87°37′56″E / 43.94066°N 87.63218°E
新疆交通职业技术大学是位于中国新疆维吾尔自治区乌鲁木齐市的一所全日制公办本科职业高等学校。

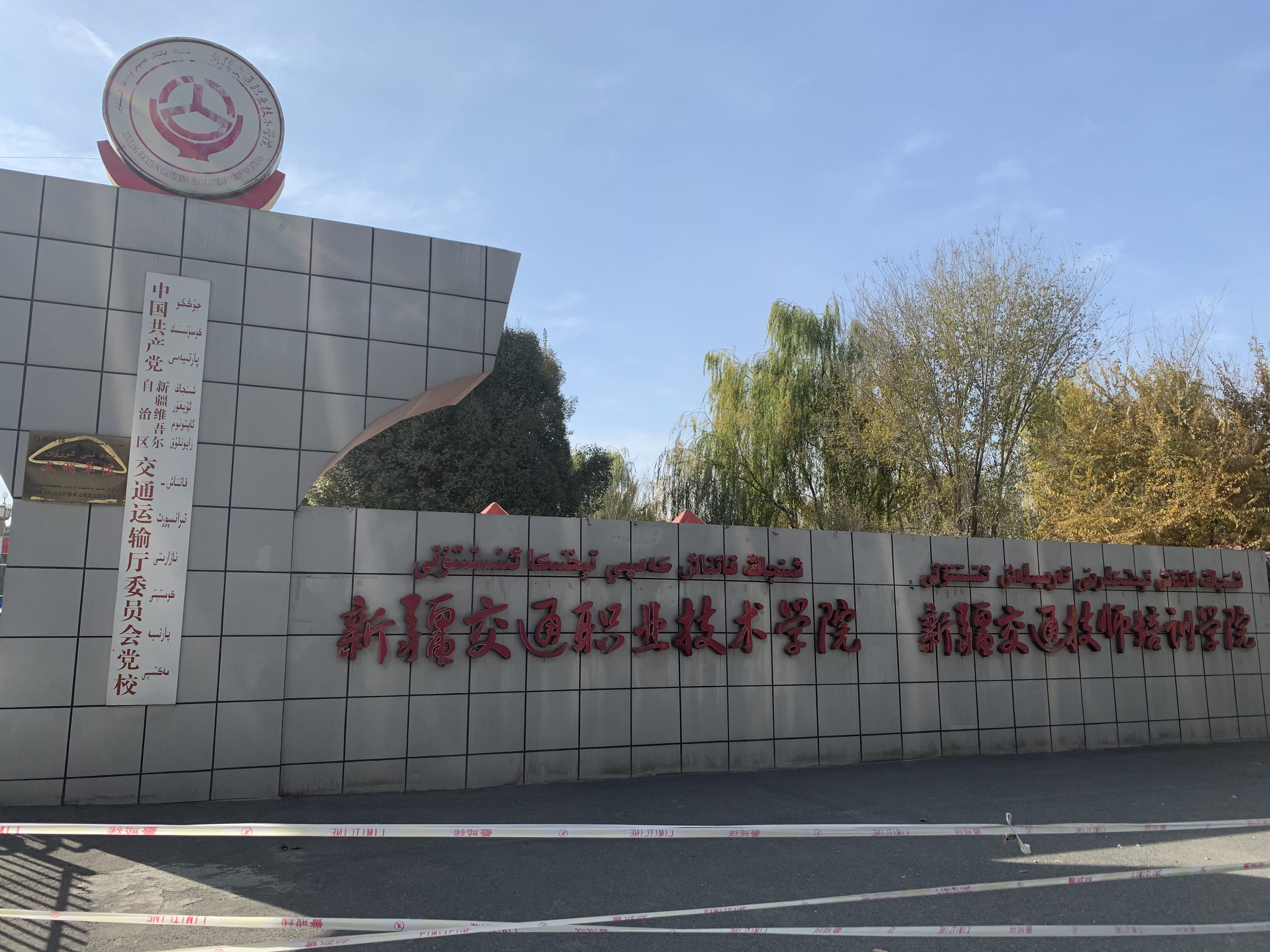
新疆交通职业技术学院大门

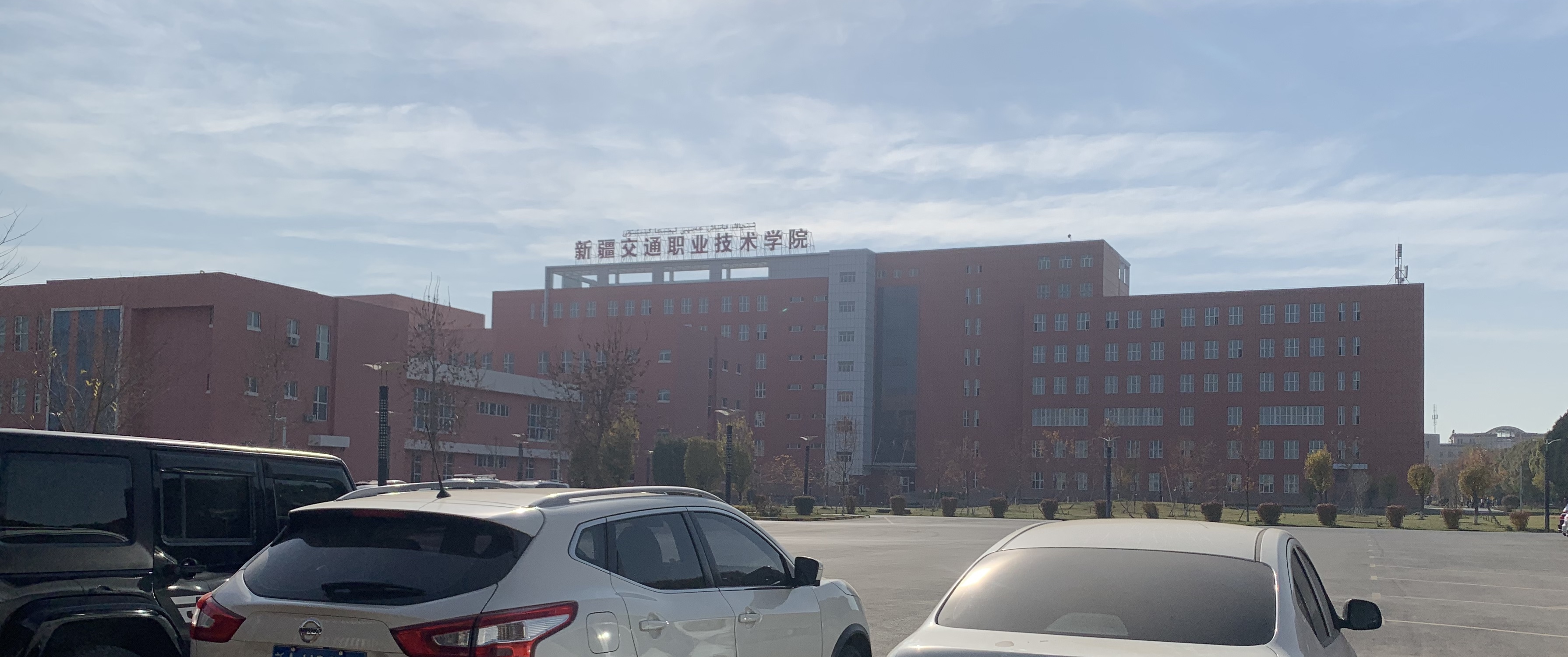
新疆交通职业技术学院

## 历史
- 1953年，国营新疆维吾尔自治区运输公司驾驶队，地址：西北路。
- 1954年3月－1956年，国营新疆维吾尔自治区运输公司驾驶大队，地址：乌鲁木齐黄河路和吉木萨尔县三台镇。
- 1958年秋季，国营新疆维吾尔自治区运输公司工人训练队，地址：乌鲁木齐老满城。
- 1960年，更名为新疆维吾尔自治区交通厅驾驶学校，地址：乌鲁木齐八户梁。
- 1961年，学校搬迁至伊犁霍尔果斯。
- 1962年，撤销。
- 1964年，恢复更名为新疆维吾尔自治区交通厅运输局驾训大队，地址：米泉县十三户（现属于乌鲁木齐市米东区）。
- 1968年，停办。
- 1974年10月，恢复更名为新疆交通技工学校，地址：米泉县十三户（现属于乌鲁木齐市米东区）。
- 1980年－1985年，新疆交通技工学校和新疆交通学校创立，地址：米泉县十三户。
- 1985年7月－1997年7月，新疆交通技工学校和新疆交通学校位于米泉县十三户。1990年成立新疆交通干部学校，1995年成立新疆维吾尔自治区第七国家职业技能鉴定所。
- 1997年7月－2002年4月，新疆交通学校、新疆交通技工学校和新疆交通干部学校合并，地址：米泉市友好路。
- 2002年4月－2004年10月，新疆交通学校、新疆交通技工学校、新疆交通干部学校和新疆维吾尔自治区交通厅电视中专学校合并，地址：米泉市友好路。
- 2004年10月—2025年2月21日，新疆交通职业技术学院[1]。
- 2025年2月21日至今，新疆交通职业技术大学[2]。

## 教学
教学系部：道路桥梁工程学院、汽车与机电工程学院和运输管理学院。
专业：道路桥梁、汽车维修、运输管理、物流管理等。

## 校训
励学  笃行